# 三浦智博
三浦 智博（みうら ともひろ、1987年4月26日 - ）は、競技麻雀のプロ雀士。日本プロ麻雀連盟所属。現在同団体内での段位は六段。

## 来歴
愛知県小牧市出身。幼い頃から野球少年だったが、16歳の頃に麻雀に接する。地元の国立大学に進学するも、麻雀にのめり込みすぎた結果、大学を中退して上京、雀荘で働きながらプロ雀士を目指す生活を始める。2013年に日本プロ麻雀連盟のプロテストに合格しプロ雀士となる。
2021年に初めて第38期十段戦決勝まで進むも敗退、翌年も決勝で敗退するが、2023年の第40期十段戦決勝で大きなトップを築き、三度目の正直で初戴冠。直後に行われた王位戦も制し二冠に輝く。
翌2024年の第41期十段戦も制し連覇を果たす。
2025年6月30日に行われたMリーグ2025-26ドラフト会議で新規参入チームのEARTH JETSから2順目指名を受けた。

## 挿話
- 十段位を取るまでは雀荘の仕事とタイトル戦の対局以外にほとんど仕事がなく「これまでは『麻雀プロ』というよりは『競技プロ』みたいな感じでずっとやっていた」といい、十段位をとってからようやくゲスト対局や解説の仕事が増えてきたという[7]。
- キャッチフレーズは、「実戦5万半荘の感覚派」[1]。

## 獲得タイトル
- 麻雀最強戦2020 次世代プロ集結 麻雀代理戦争 優勝[8]
- 第40・41期十段位[3][5]
- 第48期王位[4]
- 第4期小島武夫杯帝王
- WORLD RIICHI Online Team League 勇往邁進（魚谷侑未・白鳥翔・松本吉弘・三浦智博）チームとして優勝